# Eleanor Rigby
Eleanor Rigby是英國樂隊The Beatles1966年發行的單曲及《Revolver》專輯曲目之一，由保羅·麥卡尼所寫。歌曲中包含了抒發生活沉悶的歌詞，以及弦樂八重奏（四部小提琴、兩部中提琴和大提琴）的伴奏。此歌是E小調，並於旋律中運用多利安調式，升高C音。

## 創作
與很多由Paul創作的歌曲一樣，他是從彈琴時獲得靈感的。但此曲最初使用的並不是Eleanor Rigby，而是Miss Daisy Hawkins。Paul於1966年說：

I was sitting at the piano when I thought of it. The first few bars just came to me, and I got this name in my head... 'Daisy Hawkins picks up the rice in the church'. I don't know why. I couldn't think of much more so I put it away for a day. Then the name Father McCartney came to me, and all the lonely people. But I thought that people would think it was supposed to be about my Dad sitting knitting his socks. Dad's a happy lad. So I went through the telephone book and I got the name McKenzie.
我當想出這出這首歌時，我正坐在鋼琴旁。腦海裏突然湧現歌曲的頭幾個小節，以及 "Daisy Hawkins撿拾教堂中的米粒" 這句歌詞。我也不知道為什麼會這樣。但我之後再也想不出些什麼，於是我暫時擱置這歌一日。接着我又想到麥卡尼神父和 "那些孤獨的人們"。但我擔心人們會以為歌中說的是我父親，而他其實是一名快樂的人。於是，我查了查電話簿，給我找到了麥堅時這名字。

Paul指那與標題同名的角色，當中伊蓮諾是從女演員伊蓮諾·布羅中取得，她在 The Beatles 的電影 Help! 中演出；瑞比是從一間位於布里斯托的商店 Rigby & Evens Ltd, Wine & Spirit Shippers 中取得。他認為那是一個十分自然的名字。但有人指出1957年Paul與John在利物浦聖彼得教堂的遊樂會第一次會面時，附近有個刻上該名字的墳墓，Paul也承認他想出此歌名可能是受潛意識影響。有趣的是，那逝者生前也是個孤獨的人。
Paul寫好第一段歌詞，然後樂隊在John家中完成整首歌。例如Ringo建議曲中麥堅時神父是一個織襪和"writing the words of a sermon that no one will hear"（寫沒有人會聽的佈道講詞）的人。
此歌被認為是對孤獨的人的哀嘆或是對英國戰後生活的反映。
當Paul無法決定如何完結此歌時，好友皮特·修頓建議麥堅時神父主持伊蓮諾·瑞比的葬禮。最初John反對，但最後Paul採納了這意見。John於1972年說他為此歌寫了70%的詞，於1980年更說他除了第一段外所有的詞都是他寫的。但Pete指出John當時的貢獻"絕對是零"，而Paul認為John有幫忙，但有80%的詞是他自己寫的。

## 錄製

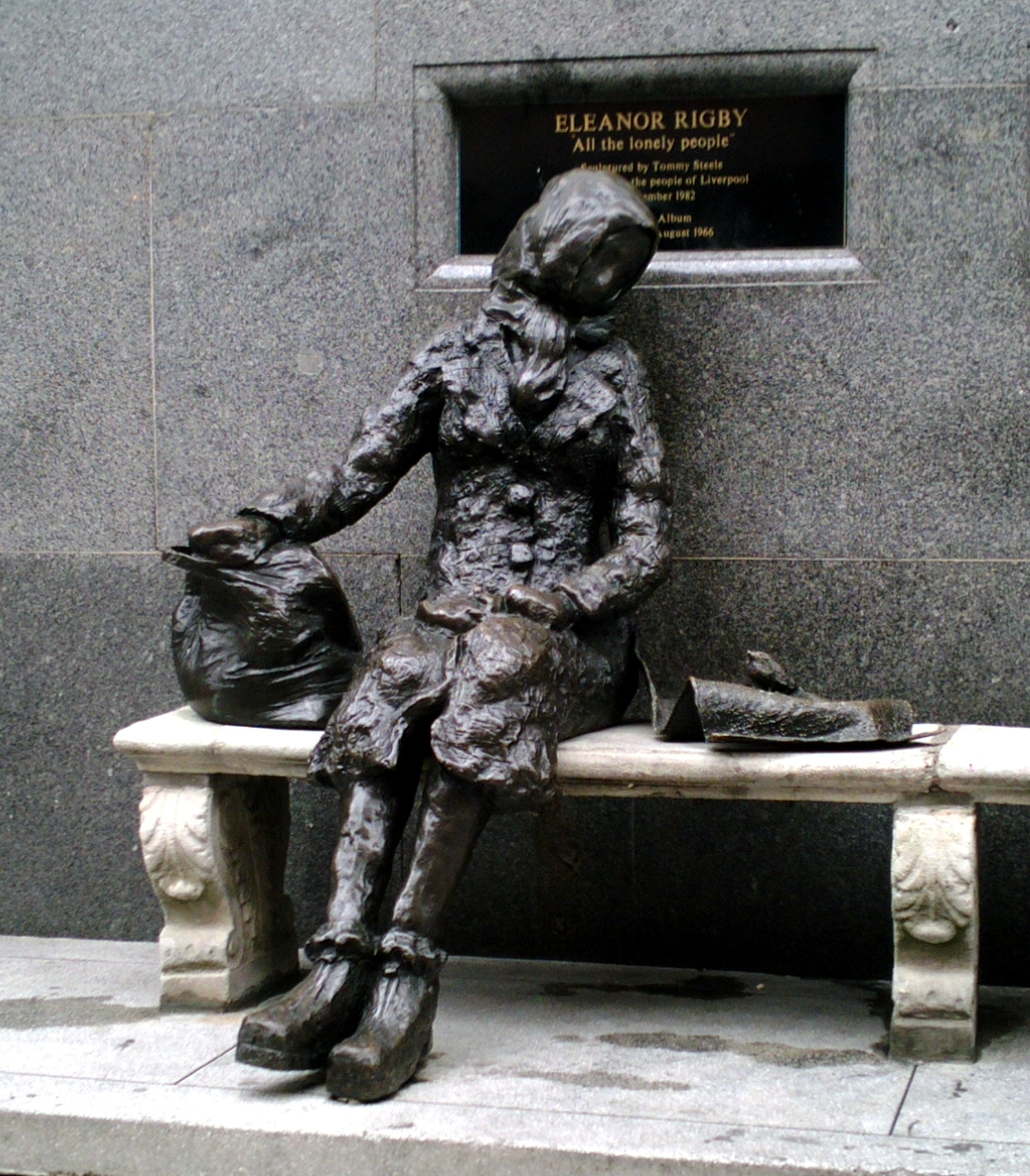
在利物浦Stanley Street的Eleanor Rigby雕像，旁邊的銘牌寫着"Dedicated to All the Lonely People"(獻給All the Lonely People)

此歌的特別之處在於樂隊不彈奏樂器，而是像Yesterday那樣聘用弦樂隊伴奏。Paul採用弦樂伴奏可能與他對韋華第的興趣有關。弦樂部分主要由斷音組成，由監製喬治·馬丁所作。原本弦樂有無顫音和有顫音的版本，但最後選擇了無顫音的版本，另外為了製造更自然和清晰的聲音，麥克風被放於非常接近提琴的位置。樂曲於1966年4月28日在艾比路錄音室2號房、4月29日和6月6日在3號房錄音，最後第15次錄音被採用。

## 重要性
Eleanor Rigby 標誌了 The Beatles 由主要作現場表演的流行音樂轉為主要用於錄音的實驗音樂。The Who 的皮特·汤申德於1967年說道：「Eleanor Rigby 是音樂上一個很重要的進步，它啟發了我去聆聽及創作該類型的音樂。」
即使 Eleanor Rigby 不是第一首以死亡和孤獨為題材的流行音樂，樂評人伊恩·麥唐諾認為它為1966年的聽眾帶來不小的衝擊。它蒼涼的主題和悲傷的弦樂伴奏十分配合，令此歌變得非常著名。
音樂人傑瑞·雷伯認為The Beatles不單為最出色的樂隊，它的 Eleanor Rigby 是空前絕後的歌曲。
2004年此曲被滾石雜誌選為五百大歌曲的第137位。

## 排名
| 榜单 (1966年)    | 成绩 |
| ---------------- | ---- |
| 英國單曲排行榜   | 1    |
| 加拿大CHUM单曲榜 | 1    |
| 告示牌百強單曲榜 | 11   |
| 榜单 (1986年)    | 成绩 |
| 英國單曲排行榜   | 63   |

## 參與人員
- Paul：主唱、和唱
- John：和唱
- George：和唱
- 托尼·吉爾伯特、西德尼·薩克斯、約翰·沙爾佩、Juergen Hess：小提琴
- 斯蒂芬·申勒斯、John Underwood：中提琴
- 德瑞克·辛普森、諾曼·瓊斯、大提琴
- 喬治·馬丁：監製、弦樂編曲
- 喬弗里·艾默里克：錄音師

## 腳註
1. ↑  Carlin 2009，第132頁.
2. ↑  Miles 1997，第281頁.
3. ↑  Beatles Interview Database 2007.
4. ↑  Goodman 1984.
5. ↑  http://www.dailymail.co.uk/femail/article-1088454/REVEALED-The-haunting-life-story-pops-famous-songs--Eleanor-Rigby.html （页面存档备份，存于） is a bizarre coincidence.
6. 1 2  Turner 1994，第104–105頁.
7. ↑  Time 2010.
8. ↑  Harris 2004.
9. ↑  Dewhurst 1970.
10. ↑  Miles 1997，第283頁.
11. ↑  Sheff 2000，第139頁.
12. ↑  Miles 1997，第284頁.
13. ↑  Miles 1997.
14. 1 2 3  MacDonald 2005，第203–205頁.
15. ↑  Lewisohn 1988，第77, 82頁.
16. ↑  Wilkerson 2006.

## 外部連結
- Eleanor Rigby雕像
- Eleanor Rigby之墓
- 翻唱版本（页面存档备份，存于）
- Eleanor Rigby手稿的啟示（页面存档备份，存于）
- Eleanor Rigby生平（页面存档备份，存于）